# Jesús Franco
 (février 2024).
 (février 2024).
La mise en forme du texte ne suit pas les recommandations de Wikipédia : il faut le « wikifier ».
Les points d'amélioration suivants sont les cas les plus fréquents. Le détail des points à revoir est peut-être précisé sur la page de discussion.
- Les titres sont pré-formatés par le logiciel. Ils ne sont ni en capitales, ni en gras.
- Le texte ne doit pas être écrit en capitales (les noms de famille non plus), ni en gras, ni en italique, ni en « petit »…
- Le gras n'est utilisé que pour surligner le titre de l'article dans l'introduction, une seule fois.
- L'italique est rarement utilisé : mots en langue étrangère, titres d'œuvres, noms de bateaux, etc.
- Les citations ne sont pas en italique mais en corps de texte normal. Elles sont entourées par des guillemets français : « et ».
- Les listes à puces sont à éviter, des paragraphes rédigés étant largement préférés. Les tableaux sont à réserver à la présentation de données structurées (résultats, etc.).
- Les appels de note de bas de page (petits chiffres en exposant, introduits par l'outil «  Source ») sont à placer entre la fin de phrase et le point final[comme ça].
- Les liens internes (vers d'autres articles de Wikipédia) sont à choisir avec parcimonie. Créez des liens vers des articles approfondissant le sujet. Les termes génériques sans rapport avec le sujet sont à éviter, ainsi que les répétitions de liens vers un même terme.
- Les liens externes sont à placer uniquement dans une section « Liens externes », à la fin de l'article. Ces liens sont à choisir avec parcimonie suivant les règles définies. Si un lien sert de source à l'article, son insertion dans le texte est à faire par les notes de bas de page.
- La présentation des références doit suivre les conventions bibliographiques. Il est recommandé d'utiliser les modèles {{Ouvrage}}, {{Chapitre}}, {{Article}}, {{Lien web}} et/ou {{Bibliographie}}. Le mode d'édition visuel peut mettre en forme automatiquement les références.
- Insérer une infobox (cadre d'informations à droite) n'est pas obligatoire pour parachever la mise en page.

Pour une aide détaillée, merci de consulter Aide:Wikification.
Si vous pensez que ces points ont été résolus, vous pouvez retirer ce bandeau et améliorer la mise en forme d'un autre article.
 (avril 2015).
Si vous disposez d'ouvrages ou d'articles de référence ou si vous connaissez des sites web de qualité traitant du thème abordé ici, merci de compléter l'article en donnant les références utiles à sa vérifiabilité et en les liant à la section « Notes et références ».
Pour les articles homonymes, voir Franco.
Jesús Franco Manera, ou Jess Franco, est un cinéaste espagnol né le 12 mai 1930 à Madrid et mort le 2 avril 2013 à l'âge de 82 ans.
Spécialisé dans les films mêlant horreur et érotisme, il a travaillé sous de nombreux pseudonymes, dont Clifford Brown, Adolf M. Frank, J.P. Johnson, David Khune et Jess Frank.

## Biographie
Jess Franco reçoit une formation classique au Conservatoire royal supérieur de musique de Madrid, où il apprend le piano. Il a fait ses études de cinéma à l'Instituto de Investigaciones y Experiencias Cinematográficas (IIEC) de Madrid et à l'Institut des hautes études cinématographiques (IDHEC) de Paris. Il entame sa carrière cinématographique en tant que compositeur en 1954. Il se lance dans la réalisation avec des courts métrages de commande (films d'entreprise comme El árbol de España en 1957, courts à visée culturelle). Son premier long métrage, Tenemos 18 años, est achevé en 1959, premier d'une longue série de 185 films.
Franco tourne des productions à petit budget, son acharnement au travail le pousse à sortir parfois plusieurs films à la fois malgré des problèmes de distribution quasi-systématiques (certains de ses films sont directement sortis en vidéo), utilisant pour ce faire un entourage en accord avec ses visions, capable de tourner plusieurs films en même temps, parfois sans même être au courant (le réalisateur faisait parfois tourner des scènes pour un prochain film à ses acteurs, sans les avoir prévenus). Le réalisateur a travaillé pour ses compagnies de production variées du continent européen, notamment la firme française Eurociné, spécialisé dans le très petit budget. Franco propose un cinéma artisanal, parfois bâclé mais qui a toujours privilégié le fond sur la forme en laissant volontairement de côté les artifices de production au bénéfice d'une urgence créatrice.
Sa rencontre avec la jeune Lina Romay dans les années 1970 (rencontrée après le décès de sa muse Soledad Miranda) bouleverse non seulement sa vie privée mais aussi artistique, Romay jouant dans la quasi-totalité de ses films ultérieurs. Franco fait de son égérie un personnage sulfureux aux rôles souvent tendancieux, parfois pervers. Dans les années 1990, Franco a également fait tourner plusieurs actrices américaines dans certains de ses films parmi lesquelles Michelle Bauer et Linnea Quigley, deux scream queens populaires aux États-Unis dans les années 1980.
Tout au long de sa carrière, Franco a occupé tous les postes : réalisateur, scénariste, producteur, monteur, acteur, compositeur, ingénieur du son et directeur de la photographie.
Il a également travaillé comme assistant réalisateur pour Orson Welles sur le tournage de Falstaff, et a effectué un montage de son Don Quichotte inachevé.

## La monstruosité féminine interne dans le cinéma de Jesús Franco
Le concept de monstruosité féminine est exploré dans le cinéma mondial, en particulier dans les œuvres du cinéaste Jesús Franco. Également connu sous le nom de Jess Franco, il était un cinéaste espagnol influent, réputé pour son vaste corpus d’œuvres, englobant près de 200 films, se concentrant principalement sur les films d’horreur et de sexploitation. Mettant l’accent sur l’intersectionnalité de la sexualité, du genre et de la violence, Franco crée des pièces stimulantes qui contestent les attentes et repoussent les limites sociétales.
Les films de Franco transcendent les manifestes extérieurs, s’aventurant dans les paysages complexes de la psyché humaine, explorant profondément la monstruosité interne et les complexités de l’esprit humain. Au cœur du concept de « monstruosité féminine interne », il offre des explorations viscérales, des émotions brutes, de la convoitise et de la rage. Dans lequel les femmes se transforment en êtres surnaturels, ou en incarnations de désirs primaires. À la frontière de la pornographie, il a réalisé des films mémorables comme « Vampyros Lesbos, » (1971). Une exploration de la monstruosité intérieure féminine à travers un mélange d’horreur, d’érotisme et de surnaturel. En embrassant le grotesque et le macabre, Franco oblige le spectateur à se confronter à des vérités inconfortables sur la nature humaine et sa capacité au mal.

### Vampyros Lesbos (1971)
En toile de fond d’Istanbul, « Vampyros Lesbos » suit Linda Westinghouse (Ewa Strömberg), une jeune femme attirée par la séduisante vampire comtesse Nadine Carody (Soledad Miranda). En raison de son obsession du sang, les frontières entre la vie et la mort, le plaisir et la douleur deviennent de plus en plus floues. Le film aborde des sujets comme la politique des genres (le lesbianisme, l’érotisme) et l’attrait du surnaturel. Adoptant des relations lesbiennes explicites, le film s’attaque aux perceptions conservatrices sur la sexualité et présente une vision nuancée de la féminité monstrueuse. Au lieu d’être punis pour leurs désirs, les personnages développent un lien basé sur la compréhension mutuelle et l’attirance qu’ils éprouvent l’un envers l’autre.

#### Dimension psychologique de la monstruosité féminine – Sexe et violence
À travers des séquences oniriques et des images surréalistes, Franco crée un paysage psychologique (un psychodrame sensuel) dans lequel les personnages affrontent leurs désirs les plus intimes, leurs peurs et les conséquences de succomber à leurs pulsions les plus sombres. Grâce au sexe et à la violence, leur nature vampirique leur permet de transcender les limites imposées aux femmes pour exprimer ouvertement leurs désirs sexuels. Franco mélange le surnaturel et le psychologique en présentant le vampirisme comme une métaphore des désirs refoulés et des tabous sociaux. Les personnages du film sont pris dans un réseau d’enchevêtrements sensuels et psychologiques qui brouillent les frontières entre la prédation et la proie. Ils incarnent alors des conflits internes, des émotions opposées suscitées par le vampirisme : attirance sexuelle intense associée à des instincts innés de survie (désir et peur). L’objectif de Franco est de capter la sensualité des rencontres vampiriques en introduisant dans le film des scènes explicites d’érotisme et de violence, en particulier, par le thème du sadomasochisme. Le réalisateur Franco utilise beaucoup de nudité et de violence, ainsi que des effets spéciaux particuliers pour mettre l’accent sur le thème de la monstruosité féminine. Ces personnages naviguent dans un monde où la sensualité devient une source de danger par l’aspect de domination et de soumission: éléments de BDSM présentés lors des interactions entre la Comtesse Nadine Carody et les autres personnages (p. ex. l’acte de mordre et de consommer du sang). L’usage de la violence est présenté comme une métaphore pour se libérer des contraintes sociales.

##### Problématique
Les figures vampiriques du film incarnent une forme unique de monstruosité féminine qui s’oppose aux normes et aux attentes sociales. Contrairement aux représentations traditionnelles des vampires, elles symbolisent la libération des contraintes patriarcales. Le traitement de Franco sur la monstruosité et la sexualité féminines suscite des controverses. Les films de Franco comportent une nudité excessive et des tendances fétichistes qui réduisent les personnages féminins à des objets du désir. La cinématographie de Jess porte sur sa représentation négative des femmes et de la sexualité : « female vampires as feminist boundary-pushers ». Le vampirisme antagonise les femmes de la société, plus elles sont indépendantes/autonomes, plus elles sont considérés dangereuses pour les hommes et une menace contre le patriarcat. Les femmes perdent leur innocence domestique par une manifestation de caractéristique surnaturelle telle que la nécessité de se nourrir du sang pour maintenir l’immortalité. Cela dépeint les vampires féminins comme corrompus, séduisantes et dangereuses. Symbolisant l’aspect plus sombre de la nature humaine. Cette anxiété culturelle alimente la perception de la monstruosité féminine interne. Son œuvre objectifie et exploite les femmes, ce qui entretient des stéréotypes nuisibles plutôt que de les démonter. Se fondant sur la conviction que les femmes abusent du pouvoir de la féminité, il estime que la séduction mène au mal et même à la mort (surtout dans le cas d’une relation homme-femme).

## Hommage
- En 2008, la Cinémathèque française consacra une rétrospective au réalisateur[10].

## Filmographie
Conformément à l'usage concernant Jess Franco,,,,, la filmographie est présentée dans l'ordre chronologique des tournages, et non des sorties. Les années indiquées correspondent donc aux années où les films ont été tournés (et non aux années où ils sont sortis sur les écrans).
Les films sont signés "Jess Franco", sauf indication contraire.

### Années 1950
- 1957 : El árbol de España (court métrage)
- 1959 : Oro español (court métrage)
- 1959 : Las playas vacías (court métrage)
- 1959 : Tenemos 18 años

### Années 1960
- 1960 : Estampas guipuzcoanas número 2 : Pío Baroja (court métrage)
- 1960 : El destierro del Cid (court métrage)
- 1960 : Opération Lèvres Rouges (Labios rojos)
- 1960 : Mariquita, la belle de Tabarin (La reina del Tabarín)
- 1960 : Certains les préfèrent noires (Vampiresas 1930)
- 1961 : L'Horrible Docteur Orlof (Gritos en la noche)
- 1962 : Agent 077, opération Jamaïque (La muerte silba un blues) (sous le nom de Jess Frank)
- 1962 : Le Sadique Baron Von Klaus (La mano de un hombre muerto) (sous le nom de Jess Frank)
- 1963 : Chasse à la Mafia (Rififí en la ciudad)
- 1963 : Le Jaguar (El llanero) (sous le nom de Jess Franck)
- 1964 : Les Maîtresses du docteur Jekyll (El secreto del Dr Orloff) (sous le nom de Jess Franck)
- 1965 : Dans les griffes du maniaque / Le Diabolique Docteur Z (Miss Muerte)
- 1965 : Cartes sur table (Cartas boca arriba)
- 1966 : Ça barde chez les mignonnes (Residencia para espías)
- 1966 : Opération Re Mida (Lucky, el intrépido)
- 1967 : Les Yeux verts du diable (Necronomicon - Geträumte Sünden)
- 1967 : El caso de las dos bellezas (Rote Lippen : Sadisterotica)
- 1967 : Bésame, monstruo (Rote Lippen : Küss mich, Monster)
- 1967 : Le Sang de Fu Manchu (The Blood of Fu Manchu)
- 1968 : Sumuru, la cité sans hommes (Die sieben Männer der Sumuru)
- 1968 : Les Brûlantes (ou L'Amour dans les prisons de femmes ; 99 mujeres)
- 1968 : Justine ou les Infortunes de la vertu (ou Les Deux beautés ; Marquis de Sade's Justine)
- 1968 : Le Château de Fu Manchu (Die Folterkammer des Dr Fu Man Chu)
- 1968 : Venus in Furs (Venus im Pelz)
- 1969 : Les Inassouvies (Eugenie... the Story of her Journey into Perversion)
- 1969 : Le Trône de feu (El proceso de las brujas)
- 1969 : Le Labyrinthe du sexe (Sex Charade)
- 1969 : Les cauchemars naissent la nuit
- 1969 : Les Nuits de Dracula (Count Dracula)

### Années 1970
- 1970 : Eugénie de Sade
- 1970 : Sexualité spéciale (Vampyros Lesbos) (sous le nom de Franco Manera)
- 1970 : Crimes dans l'extase (Sie tötete in Ekstase) (sous le nom de Frank Hollmann)
- 1970 : Le Diable vint d'Akasava (Der Teufel kam aus Akasava) (sous le nom de Jess Frank)
- 1970 : Juliette (inachevé)
- 1970 : X 312 Vol pour l'enfer (X 312 – Flug zur Hölle) (sous le nom de Jess Frank)
- 1971 : Der Todesrächer von Soho (sous le nom de Jess Frank)
- 1971 : Dr. M schlägt zu (El Doctor Mabuse) (sous le nom de Frank Manero)
- 1971 : Les Vierges et l'amour (Jungfrauen-Report) (sous le nom de Jess Frank)
- 1971 : Trois Filles nues dans l'île de Robinson (Robinson und seine wilden Sklavinnen) (sous le nom de Frank Hollmann)
- 1971 : Une vierge chez les morts-vivants (Une virgen en casa de los muertos vivientes)
- 1971 : Dracula prisonnier de Frankenstein (Drácula contra el Dr Frankenstein)
- 1972 : La Fille de Dracula
- 1972 : Quartier de femmes (Los amantes de la isla del diablo)
- 1972 : Les Expériences érotiques de Frankenstein
- 1972 : Les Démons (sous le nom de Clifford Brown)
- 1972 : Un silencio de tumba
- 1972 : El misterio del castillo rojo (inachevé)
- 1972 : Les Ébranlées (sous le nom de Clifford Brown)
- 1972 : Le Journal intime d'une nymphomane (sous le nom de Clifford Brown)
- 1972 : Un capitaine de quinze ans (Un capitán de quince años)
- 1973 : Los ojos siniestros del doctor Orloff
- 1973 : Relax Baby (inachevé)
- 1973 : Plaisir à trois (sous le nom de Clifford Brown)
- 1973 : La Comtesse perverse / Les Croqueuses (sous le nom de Clifford Brown)
- 1973 : Maciste contre la reine des Amazones (sous le nom de Clifford Brown)
- 1973 : Les Gloutonnes / Les Exploits érotiques de Maciste dans l'Atlantide (sous le nom de Clifford Brown)
- 1973 : Le Miroir obscène (Al otro lado del espejo)
- 1973 : La Comtesse noire / La Comtesse aux seins nus / Les Avaleuses (sous le nom de J.P. Johnson)
- 1973 : La noche de los asesinos
- 1973 : Le Manoir du pendu (La casa del ahorcado) (inachevé)
- 1973 : Embrasse-moi / Tango au clair de lune (sous le nom de Roland Marceignac)
- 1973 : Des frissons sous la peau /Tendre et perverse Emanuelle (sous le nom de J.P. Johnson)
- 1973 : Les Nuits brûlantes de Linda / Mais qui donc a violé Linda ? (sous le nom de J.P. Johnson)
- 1973 : Lascive (inachevé)
- 1974 : Exorcismes et messes noires / Sexorcisme (sous le nom de James P. Johnson)
- 1974 : Célestine, bonne à tout faire (sous le nom de Clifford Brown)
- 1974 : Les Possédées du diable / Lorna, l'exorciste (sous le nom de Clifford Brown)
- 1974 : Les Chatouilleuses / Les Nonnes en folie (sous le nom de Clifford Brown)
- 1974 : Le Jouisseur / L'Homme le plus sexy du monde (sous le nom de Clifford Brown)
- 1974 : Les Petites vicieuses font les grandes emmerdeuses / Les Emmerdeuses / Les Grandes Emmerdeuses (sous le nom de Clifford Brown)
- 1975 : Juliette 69 / Justine (sous le nom de Dave Tough)
- 1975 : La Partouze de minuit / Midnight Party / Heisse Berührungen (sous le nom de James Gardner)
- 1975 : Shining Sex / La Fille au sexe brillant (sous le nom de Dan L. Simon)
- 1975 : Une cage dorée / Razzia sur le plaisir (de Marius Lesoeur sous le nom de Adolf M. Frank, avec quelques séquences tournées par Franco))
- 1975 : Les Gardiennes du pénitencier (Frauengefängnis) (sous le nom de Jess Franco)
- 1975 : Des diamants pour l'enfer (sous le nom de A.M. Frank)
- 1975 : Downtown - Die nackten Puppen der Unterwelt (sous le nom de Wolfgang Frank)
- 1975 : Die Sklavinnen
- 1975 : Le Portrait de Doriana Gray / Die Marquise von Sade
- 1975 : Mandinga (inachevé)
- 1975 : L'assassin portait des bas noirs (inachevé)
- 1976 : Mädchen im Nachtverkehr (probablement coréalisé avec Erwin C. Dietrich sous le nom de Michael Thomas)
- 1976 : Weisse Haut auf schwarzen Schenkeln (peut-être coréalisé avec Erwin C. Dietrich sous le nom de Michael Thomas)
- 1976 : In 80 Betten um die Welt (peut-être coréalisé avec Erwin C. Dietrich sous le nom de Michael Thomas)
- 1976 : Jack l'Éventreur (Der dirnenmörder von London)
- 1977 : Greta, la tortionnaire / Le Pénitencier des femmes perverses (Greta - Haus ohne Männer)
- 1977 : Lettres d'amour d'une nonne portugaise (Die Liebesbriefe einer portugiesischen Nonne)
- 1977 : Le Cabaret des filles perverses / Blue Rita (Das Frauenhaus)
- 1977 : Deux sœurs vicieuses / Ton diable dans mon enfer (Die teuflischen Schwestern)
- 1977 : Camp d'amour pour mercenaires / Camp érotique (Frauen im Liebeslager)
- 1977 : Cri d'amour de la déesse blonde / La Déesse nue (Der Ruf der blonden Göttin)
- 1977 : Frauen ohne Unschuld
- 1977 : Esclaves de l'amour / Des femmes pour le bloc 9 (Frauen für Zellenblock 9)
- 1978 : Cocktail spécial (sous le nom de Clifford Brown)
- 1978 :  Elles font tout (sous le nom de Clifford Brown)
- 1978 : Je brûle de partout / Rapt de nymphettes (sous le nom de Clifford Brown)
- 1978 : Deux espionnes avec un petit slip à fleurs (Ópalo de fuego : Mercaderes del sexo)
- 1978 : Les Filles de Copacabana (Las chicas de Copacabana)
- 1979 : Le Sadique de Notre-Dame (El sádico de Notre Dame)
- 1979 : Symphonie érotique (Sinfonía erótica)

### Années 1980
- 1980 : Vaya luna de miel / El escarabajo de oro
- 1980 : Une fille pour les cannibales / Mondo cannibale
- 1980 : El sexo está loco
- 1980 : La Proie du désir / Cecilia (Aberraciones sexuales de una mujer casada) (sous le nom de Clifford Brown)
- 1980 : Eugenie - Historia de una perversión
- 1980 : Chasseur de l'enfer / Chasseurs d'hommes (Sexo caníbal) (sous le nom de Clifford Brown)
- 1980 : Sadomania (Sadomania - Hölle der Lust / El infierno de la pasión)
- 1980 : La Lune de sang / Die Säge des Todes
- 1980 : Linda (Die nackten Superhexen vom Rio Amore / Orgia de ninfómanas)
- 1981 : La chica de las bragas transparentes
- 1981 : El lago de las vírgenes
- 1981 : Macumba sexual
- 1981 : La noche de los sexos abiertos
- 1981 : L'Abîme des morts vivants (La tumba de los muertos vivientes) (sous le nom de A.M. Frank)
- 1981 : Confesiones íntimas de una exhibicionista (coréalisé avec Lina Romay sous le nom de Candy Coster)
- 1982 : Botas negras, látigo de cuero
- 1982 : El siniestro doctor Orloff / Experimentos macabros
- 1982 : La casa de las mujeres perdidas / Perversión en la isla perdida
- 1982 : Las orgías inconfesables de Emmanuelle (sous le nom de Clifford Brown)
- 1982 : El hotel de los ligues
- 1982 : La mansión de los muertos vivientes
- 1982 : La sombra del judoka contra el doctor Wong (sous le nom de Clifford Brown)
- 1982 : Gemidos de placer
- 1982 : Los blues de la calle Pop / Aventuras de Felipe Malboro, volumen 8
- 1982 : Furia en el trópico / Orgasmo perverso / Mujeres acorraladas
- 1982 : La Chute de la maison Usher / Névrose (El hundimiento de la casa Usher)
- 1982 : Les Diamants du Kilimandjaro (El tesoro de la diosa blanca) (sous le nom de Cole Polly)
- 1983 : Lilian (La virgen pervertida) (sous le nom de Clifford Brawn)
- 1983 : Mil sexos tiene la noche
- 1985 : Un pito para tres (coréalisé avec Lina Romay sous le nom de Candy Coster)
- 1983 : Historia sexual de O
- 1983 : Barrio chino (inachevé)
- 1983 : En busca del dragón dorado (sous le nom de James P. Johnson)
- 1983 : Les Amazones du temple d'or (Tundra y el templo del sol) (sous le nom de James Gartner)
- 1983 : El abuelo, la condesa y escarlata la traviesa (inachevé)
- 1983 : Camino solitario
- 1983 : Las chicas del tanga (coréalisé avec Lina Romay sous le nom de Rosa Almirall)
- 1983 : Sola ante el terror / Alone Against Terror (sous le nom de Clifford Brown)
- 1983 : Sangre en mis zapatos (sous le nom de Clifford Brown)
- 1983 : Una rajita para dos (coréalisé avec Lina Romay sous le nom de Lulu Laverne)
- 1984 : ¿Cuánto cobra un espía?
- 1984 : Sale Jeu à Casablanca (Juego sucio en Casablanca)
- 1984 : El asesino llevada medias negras (inachevé)
- 1984 : La chica de los labios rojos
- 1984 : Bahía blanca
- 1984 : Voces de muerte (inédit)
- 1984 : Las últimas de Filipinas
- 1984 : Viaje a Bangkok, ataúd incluido
- 1984 : Bangkok, cita con la muerte (sous le nom de Clifford Brown)
- 1985 : Gentes del rio / El hombre que mato a Menguélé (inachevé)
- 1985 : Una de chinos (inédit)
- 1985 : La esclava blanca (sous le nom de Clifford Brown)
- 1985 : La venganza del rinoceronte blanco (inédit)
- 1985 : El ojete de Lulú (coréalisé avec Lina Romay sous le nom de Candy Coster)
- 1985 : El chupete de Lulú (coréalisé avec Lina Romay sous le nom de Lulu Laverne)
- 1985 : Entre pitos anda el juego (coréalisé avec Lina Romay sous le nom de Lulu Laverne)
- 1985 :  El mirón y la exhibicionista (coréalisé avec Lina Romay sous le nom de Lulu Laverne)
- 1986 : Las chuponas (coréalisé avec Lina Romay sous le nom de Candy Coster)
- 1986 : Para las nenas... leche calentita (coréalisé avec Lina Romay sous le nom de Candy Coster)
- 1986 : Esclavas del crimen (sous le nom de James Lee Johnson)
- 1986 : Teleporno (inédit)
- 1986 : Bragueta Story (inachevé)
- 1986 : Las Tribulaciones de un Buda bizco (inédit)
- 1986 : S.I.D.A. La peste del siglo XX (sous le pseudonyme de David Khunne) (inédit)
- 1987 : Phollastía (coréalisé avec Lina Romay sous le nom de Betty Carter)
- 1987 : Falo crest (coréalisé avec Lina Romaysous le nom de Lennie Hayden)
- 1987 : Dark Mission : Les Fleurs du mal
- 1988 : Les Prédateurs de la nuit (Los depredadores de la noche)
- 1988 : Esmeralda Bay (La bahía esmeralda)
- 1989 : La Chute des aigles

### Années 1990
- 1990 : Downtown Heat (Ciudad baja / La punta de las viboras)
- 1993 : Jungle of Fear / The Golden Beetle (La jungla del miedo) (inachevé)
- 1996 : Killer Barbys / Vampire Killer Barbys
- 1997 : Tender Flesh
- 1998 : Mari-Cookie and the Killer Tarantula in 8 Legs to Love You
- 1998 : Lust for Frankenstein
- 1998 : Dr. Wong's Virtual Hell
- 1999 : Vampire Blues
- 1999 : Red Silk (sous le nom de Clifford Brown Jr.)
- 1999 : Broken Dolls

### Années 2000
- 2000 : Helter Skelter (sous le nom de Clifford Brown Jr.)
- 2000 : Obietivo a ciégas / Blind Target
- 2001 : Vampire Junction
- 2002 : Incubus
- 2002 : Killer Barbys vs. Dracula
- 2002 : Flores de perversión
- 2002 : Flores de la pasión
- 2005 : Snakewoman
- 2008 : La cripta de las mujeres malditas

### Années 2010
- 2010 : Paula-Paula
- 2012 : Al Pereira versus the Alligator Ladies
- 2013 : Revenge of the Alligator Ladies (film achevé par Antonio Mayans)